# Caligula japonica
Caligula japonica (tên tiếng Anh: Japanese Giant Silkworm) là một loài bướm đêm thuộc họ Saturniidae. Nó được tìm thấy ở Đông Á, bao gồm Trung Quốc, Hàn Quốc, Nhật Bản và Nga.

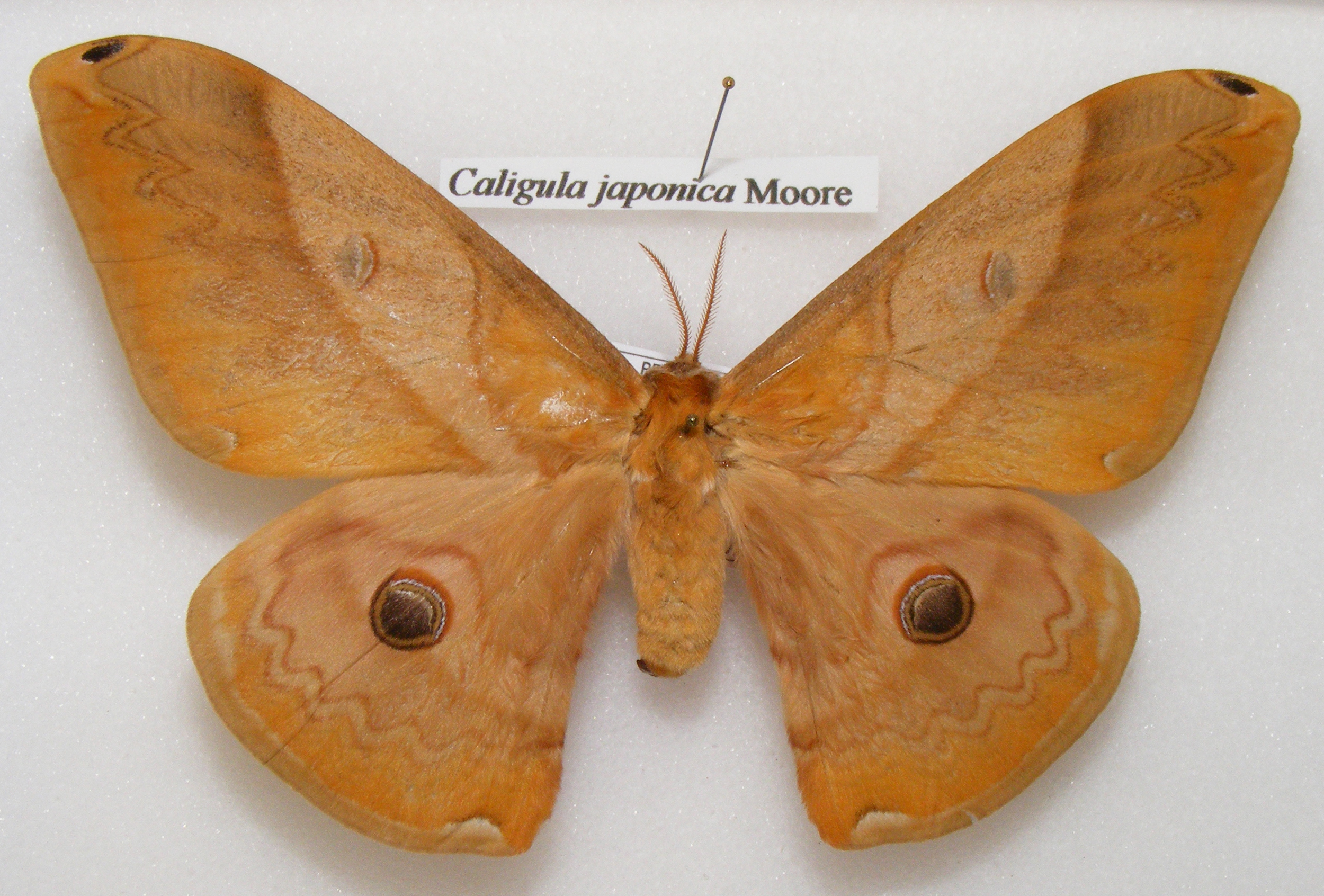
con cái

Ấu trùng ăn various plants, bao gồm Salix, Fagus, Quercus và Juglans.

## Phụ loài
- C. japonica japonica
- C. japonica arisana (Shiraki, 1913)
- C. japonica ryukyuensis (Inoue, 1984)

## Hình ảnh

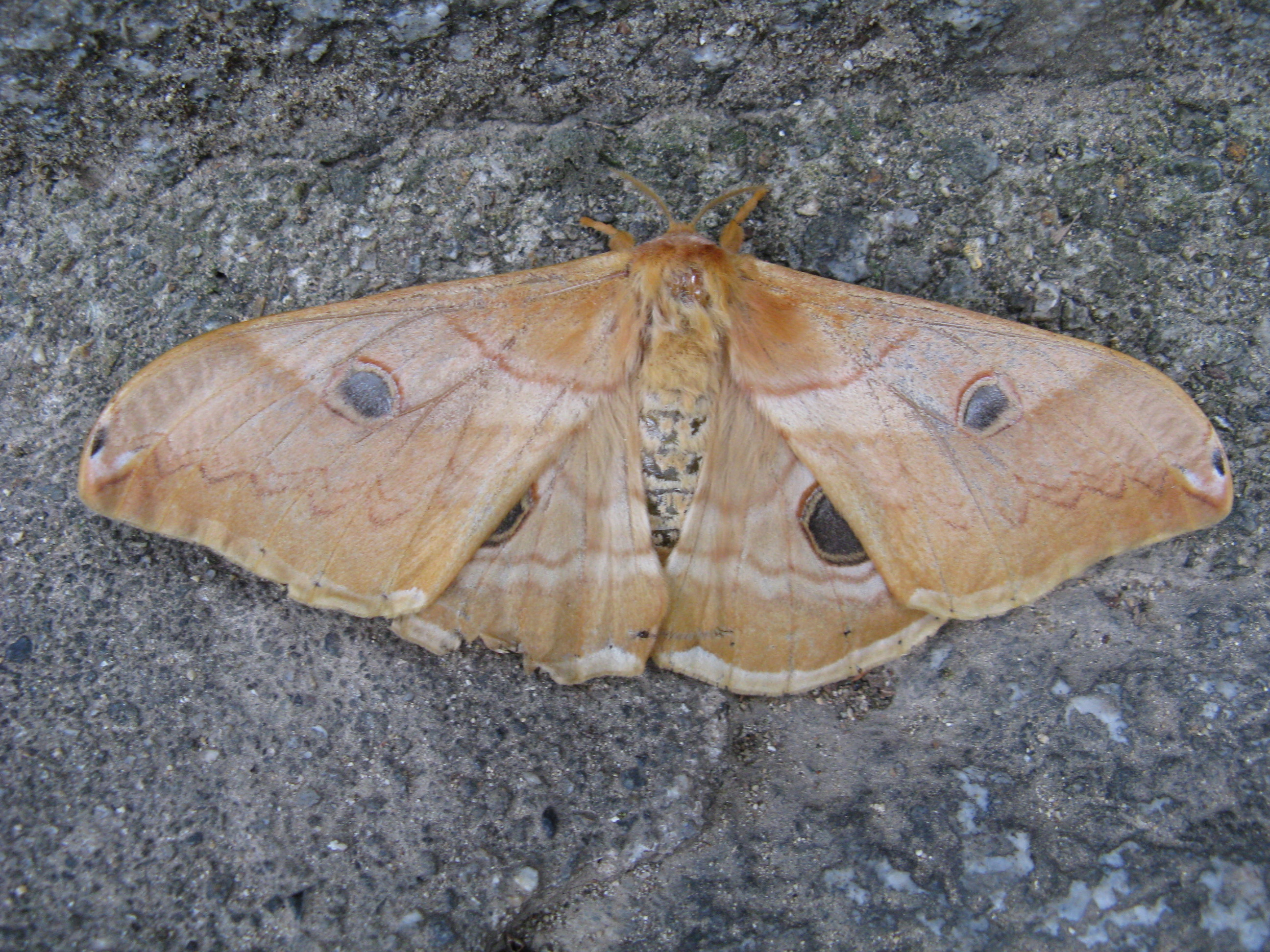
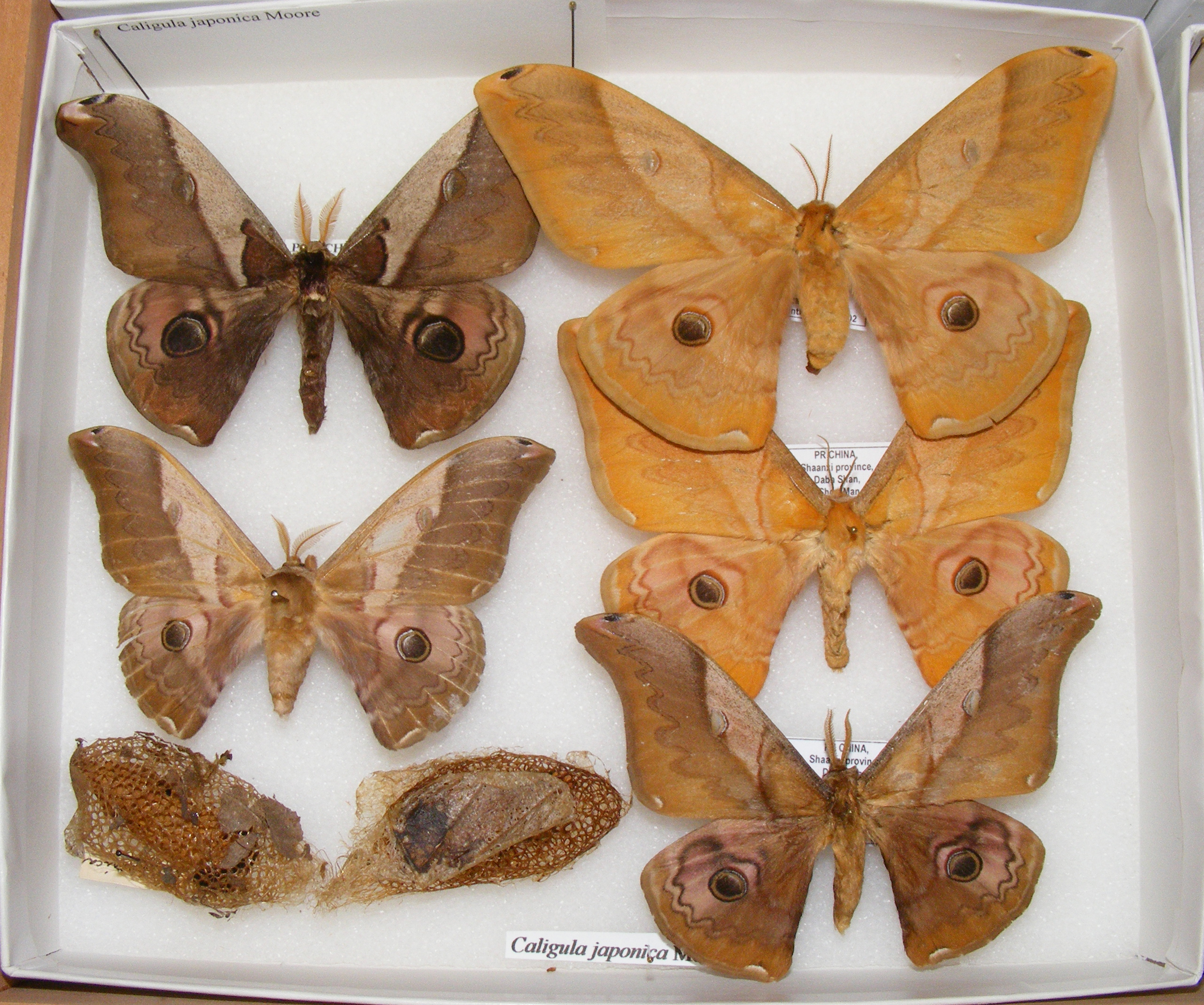
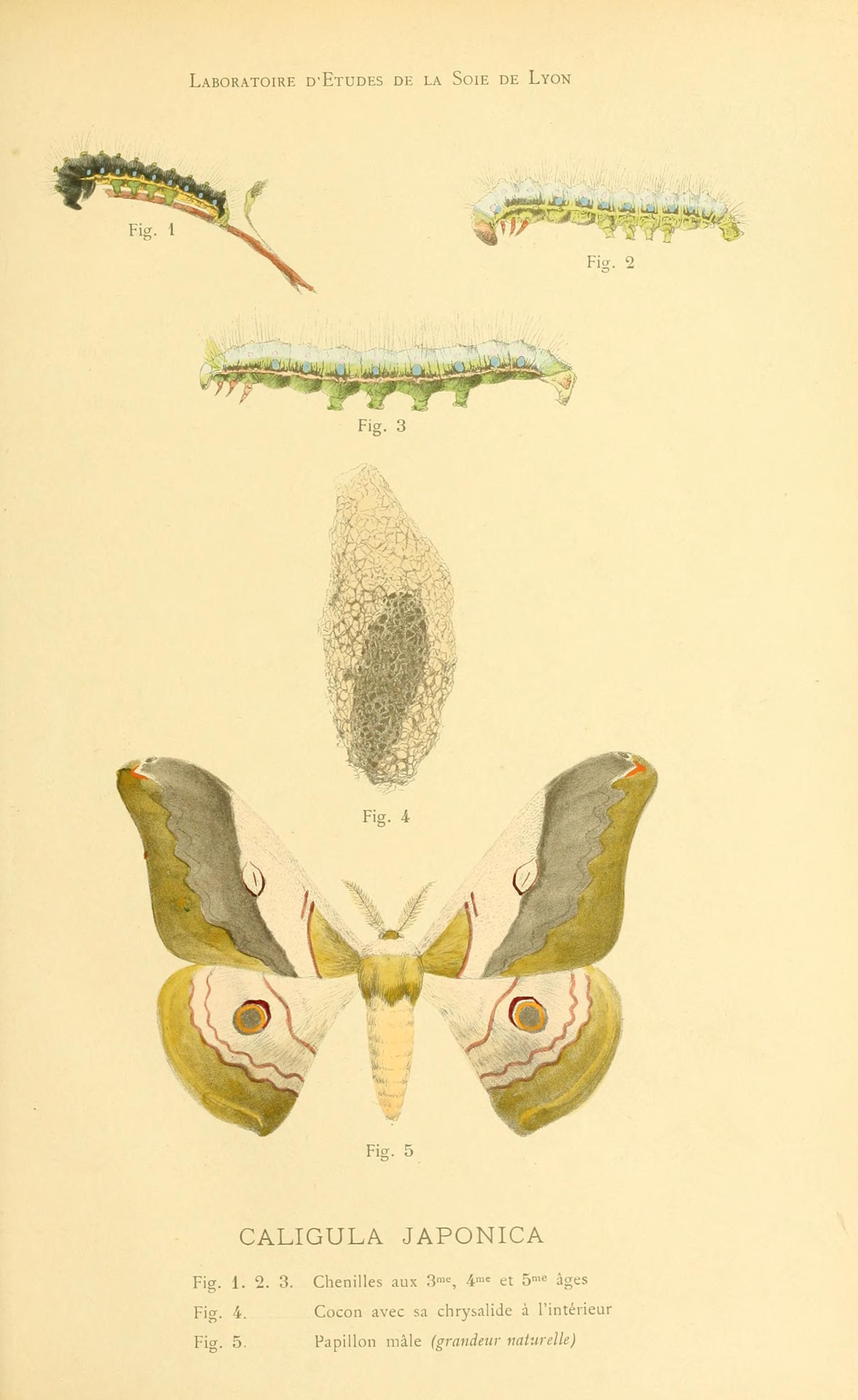